# Jerzy Szczerba
Jerzy Szczerba ps. "Mirt" (ur. 1926, zm. 11 grudnia 2005) – porucznik, żołnierz Zgrupowań Partyzanckich AK "Ponury".
Od 1943 do 1944 r. był żołnierzem I Zgrupowania Zgrupowań Partyzanckich AK "Ponury" i I batalionu 2 pp Leg. AK "Nurta". Po 1956 r. zamieszkał na stałe w Kielcach. Angażował się w działalność kombatancką. Ukończył Politechnikę Szczecińską. Z wykształcenia był magistrem ekonomii oraz inżynierem transportu śródlądowego. Był także kieleckim radnym w RM.

## Po 1989 roku
Był radnym Kielc w kadencji 1990-1994. Po 1990 r. pełnił funkcję Wiceprezesa Zarządu Okręgu Świętokrzyskiego Światowego Związku Żołnierzy AK. Od 1991 r. zasiadał w Kapitule Honorowej Odznaki Zasługi im. mjr. Jana Piwnika „Ponurego”. Jeden z inicjatorów budowy pomnika Armii Krajowej, który stanął na skwerze Stefana Żeromskiego w Kielcach.
Porucznik "Mirt" został pochowany na cmentarzu w Piotrkowie Trybunalskim. Do ostatnich dni organizował wiele kombatanckich uroczystości.